# Sapouy
Sapouy è un dipartimento del Burkina Faso classificato come città, capoluogo della provincia  di Ziro, facente parte della Regione del Centro-Ovest.
Il dipartimento si compone del capoluogo e di altri 47 villaggi: Balogo, Baouiga, Baouiga-Yorgo, Bassawarga, Boom, Boro, Bouem, Bougagnonon, Boulou, Diallo, Diaré, Dianzoé, Faro, Gallo, Guirsé, Idiou, Kada, Kation, Konon, Kouli, Koutera, Ladiga, Latian, Lou, Nabilpaga-Yorga, Nadonon, Napo-Nabilpaga, Nébrou, Nékrou, Néliri, Obonon, Ouayalguin, Poun, Santio, Sia, Sobaka, Souboré, Souli, Tiabien, Tiabien-Kasso, Tiaburo, Tiagao, Tiakouré, Tiana, Tiaré, Yilou e Zavara.